# Pepsi Max 400
Pepsi Max 400 var ett stockcarlopp ingående i Nascar Cup Series som kördes över 200 varv (400 miles, 643,737 km) på den 2 mile långa ovalbanan Auto Club Speedway i Fontana i Kalifornien i USA. Loppet kördes årligen 2004-2010 och var mellan åren 2004-2009 500 miles långt. Loppet var ett av två cup-lopp som har kördes på Auto Club Speedway. Det andra var Pala Casino 400 som med undantag för 2021 kördes 1997-2023.

## Tidigare namn
- Pop Secret 500 (2004)
- Sony HD 500 (2005–2006)
- Sharp Aquos 500 (2007)
- Pepsi 500 (2008–2009)
- Pepsi Max 400 (2010)

## Vinnare genom tiderna
| Säsong | Datum       | Nr | Förare         | Team                 | Konstruktör | Distans | Distans       | Tid     | Snitthastighet (mph) | Rapport | Ref   |
| Säsong | Datum       | Nr | Förare         | Team                 | Konstruktör | Varv    | Miles (km)    | Tid     | Snitthastighet (mph) | Rapport | Ref   |
| ------ | ----------- | -- | -------------- | -------------------- | ----------- | ------- | ------------- | ------- | -------------------- | ------- | ----- |
| 2004   | 5 september | 38 | Elliott Sadler | Yates Racing         | Ford        | 250     | 500 (804,672) | 3:53.47 | 128,324              | Rapport | [ 2 ] |
| 2005   | 4 september | 5  | Kyle Busch     | Hendrick Motorsports | Chevrolet   | 254     | 508 (817,546) | 3:43.32 | 136,356              | Rapport | [ 3 ] |
| 2006   | 3 september | 9  | Kasey Kahne    | Evernham Motorsports | Dodge       | 250     | 500 (804,672) | 3:27.40 | 144,462              | Rapport | [ 4 ] |
| 2007   | 2 september | 48 | Jimmie Johnson | Hendrick Motorsports | Chevrolet   | 250     | 500 (804,672) | 3:48.08 | 131,502              | Rapport | [ 5 ] |
| 2008   | 31 augusti  | 48 | Jimmie Johnson | Hendrick Motorsports | Chevrolet   | 250     | 500 (804,672) | 3:36.03 | 138,857              | Rapport | [ 6 ] |
| 2009   | 11 oktober  | 48 | Jimmie Johnson | Hendrick Motorsports | Chevrolet   | 250     | 500 (804,672) | 3:28.28 | 143,908              | Rapport | [ 7 ] |
| 2010   | 10 oktober  | 14 | Tony Stewart   | Stewart-Haas Racing  | Chevrolet   | 200     | 400 (643,737) | 3:01.53 | 131,953              | Rapport | [ 8 ] |

### Förare med flera segrar
| Antal segrar | Förare         | År        |
| ------------ | -------------- | --------- |
| 3            | Jimmie Johnson | 2007-2009 |

### Team med flera segrar
| Vinster | Team                 | År              |
| ------- | -------------------- | --------------- |
| 4       | Hendrick Motorsports | 2005, 2007-2009 |

### Konstruktörer efter antal segrar
| Antal segrar | Konstruktör | År              |
| ------------ | ----------- | --------------- |
| 5            | Chevrolet   | 2005, 2007-2010 |
| 1            | Ford        | 2004            |
| 1            | Dodge       | 2006            |